# Else Kai Sass
Else Kai Sass (6. januar 1912 i København – 16. december 1987 i København) var en dansk kunsthistoriker.
Hendes forældre var kontorist Valdemar Bjernede (f. 1885) og Karen Margrethe Brasen (1878-1921). Hun blev student fra Rysensteen Gymnasium 1930 og begyndte at studere kunsthistorie, der var et nyoprettet fag på Københavns Universitet. I 1937 genoptog hun efter et flerårigt ophold i Rom og Paris sine kunststudier og fik samtidig en tilknytning til Thorvaldsens Museum. 1939-42 var hun desuden anmelder ved Nationaltidende. Som den første kvinde tog hun magistergraden i kunsthistorie 1944.
Hun blev i 1945 ansat som museumsinspektør ved Thorvaldsens Museum. I 1954 blev hun udnævnt til en nyoprettet stilling som professor i kunsthistorie ved Aarhus Universitet. Ved udnævnelsen blev Sass ikke bare den første kvindelige professor i kunsthistorie, men også den 3. kvindelige professor i Danmark i det hele taget.
Til det nye professorat var der fra 1955 knyttet en forpligtelse til at varetage Århus Museums kunstafdeling. Her blev Sass den første fagligt uddannede leder af samlingen, og med sin lange museumserfaring skabte hun i løbet af kort tid grundlaget for Århus Kunstmuseum som et centralt museum i Danmark. Hun planlagde et helt nyt museum, der blev bygget med C.F. Møller som arkitekt. Da hun i 1961 blev medlem af Ny Carlsbergfondets direktion, måtte hun dog opgive museumsgerningen. Hun sad i direktionen til 1982.
Da Christian Elling i 1967 fratrådte sit professorat ved Københavns Universitet, tilbød fakultetet Sass stillingen, som hun accepterede. 
Else Kai Sass tog i 1970 initiativ til udgivelsen af tidsskriftet HAFNIA: Copenhagen Papers in the History of Art. Som dansk repræsentant i Comité International d'Histoire de l'Art (CIHA) søgte hun aktivt at knytte bånd mellem danske og udenlandske forskningsmiljøer. Hun var i 1976 vært for CIHA's 7. internationale kollokvium i København og blev i 1979 æresmedlem af foreningen. Hun bestred også en række tillidsposter, bland andet som bestyrelsesmedlem for Det Danske Institut for Videnskab og Kunst i Rom 1967-79, som medlem af Videnskabernes Selskab fra 1975 og af Kungliga Vitterhets Historie och Antikvitets Akademien i Stockholm fra 1978.
Hun fratrådte professoratet i 1978 og blev fulgt af Teddy Brunius.
Else Kai Sass giftede sig 14. marts 1934 med maleren Kai Louis Sass (1. oktober 1898 i København – 17. august 1957 i Hillerød), søn af skibsreder Christian Sass og Harriet Mary Helland. Parret fik tre børn.

## Skriftlige arbejder
- Bidrag til en Karakteristik af Abraham Wuchters' Alderdomsværk, 1942.
- Kunstforstaaelse. Maleri (1953 og senere udg.),
- Thorvaldsens Portrætbuster, 1963-65.
- Studier i Christiern II's ikonografi, 1970.
- Comments on Rembrandt's Passion Paintings and Constantijn Huyghen's Iconography, 1971.
- Pilate and the Title for Christ's Cross in Medieaval Representations of Golgatha, 1972.
- The Wise Men from the East, 1976-
- Lykkens tempel: Et maleri af Nicolai Abildgaard, 1986.